# Jarosław Jarosławowicz
Jarosław Jarosławowicz ros. Ярослав Ярославич (ur. w 1230  – zm. 17 lipca 1271 roku) – pierwszy książę twerski od 1247 do śmierci jako Jarosław I, książę pskowski w 1253, książę nowogrodzki w latach 1255-6 i 1266-7 jako Jarosław V, dziesiąty wielki książę włodzimierski od 1263 do śmierci jako Jarosław III. W linii prostej protoplasta rodu Tielatiewskich.

## Pochodzenie
Był synem Jarosława II (wielkiego księcia nowogrodzkiego w latach 1238-46, syna Wsiewołoda III Wielkie Gniazdo) oraz Rościsławy (Teodozji), córki Mścisława Udałego. Wśród jego rodzeństwa byli inni książęta nowogrodzcy: Michał Chrobry (1248), Andrzej II (1249-52), św. Aleksander Newski (1253-64), Wasyl Kwasznia (1272-7).

## Życiorys
W 1247 roku jego wuj wydzielił mu księstwo twerskie z jego dominium, którym władał aż do śmierci. Czas panowania Jarosława stał się dla miasta okresem rozwoju i rozbudowy, a wkrótce księstwo twerskie stało się jednym z najważniejszych na Rusi.
W 1252, gdy Tatarzy odebrali jego bratu Andrzejowi II księstwo włodzimierskie, razem z nim najechał na Peresław Zaleski, które było stolicą Aleksandra Newskiego. Wsparty przez Tatarów, Aleksander najechał na nich, porywając dzieci Jarosława i zostawiając jego żonę martwą na polu bitwy. Jarosław zbiegł nad jezioro Ładoga, gdzie mieszkańcy Nowogrodu Wielkiego uznali go za swojego zwierzchnika. Natomiast w 1257 do ojczyzny powrócił pogodzony z Aleksandrem Andrzej II. W 1258 Jarosław odwiedził chana w Saraj. Dwa lata później przewodził nowogrodzianom w wyprawie przeciw Krzyżakom.
Po śmierci Aleksandra Newskiego między Jarosławem a Andrzejem II wybuchł konflikt o to, który z nich ma przejąć władzę we Włodzimierzu. Złota Orda, do której się udali, wskazała na Jarosława jako na księcia. Osiadł on w Nowogrodzie, gdzie poślubił córkę jednego z lokalnych baronów. Miasto odmówiło jednak żądaniom finansowym Jarosława, uznając je za niekorzystne ekonomicznie dla siebie. W 1269 nowogrodzian wsparła, prawdopodobnie na skutek łapówki, Złota Orda, która zmusiła go do ustalenia nowych opłat handlowych. Chociaż w 1264 roku zmarł Andrzej II, wciąż istniała przeciw niemu opozycja, chcąca osadzić na książęcym tronie jego młodszego brata Wasyla Kwasznię lub syna Aleksandra Newskiego, Dymitra.
W 1270 armie tych trzech książąt stały pod miastem Stara Russa przez tydzień, gotowe na bitwę. Metropolii jednak udało się ich pogodzić. Jarosław po oddaniu Nowogrodu bratankowi towarzyszył mu w wyprawie do Saraj. W drodze powrotnej zmarł 16 września 1271 roku. Księstwo twerskie przejął jego najstarszy syn Światosław Jarosławowicz, a potem św. Michał Twerski, wielkie księstwo włodzimierskie przypadło Wasylowi Kwaszni.

## Małżeństwo i potomstwo
Po raz pierwszy ożenił się z nieznanego pochodzenia Natalią, zamordowaną w 1252, z którą doczekał się dwójki dzieci:
- Światosława Jarosławowicza (zm. 1282/5), księcia twerskiego (1271-85);
- Michał Jarosławowicz (fl. 1268/71).

Dymitr w roku 1263 poślubił Ksenię Jurijewnę, córkę Jurija Michajłowicza, bojara nowogrodzkiego. Doczekali się czwórki dzieci:
- Michała Jarosławowicza Twerskiego (1271-1318), księcia twerskiego (1285-1318), wielkiego księcia włodzimierskiego (1304-18), świętego prawosławnego;
- nieznaną z imienia córka (zm. 1286), żona Jerzego Lwowica, księcia halickiego;
- Daniela (zm. 1280);
- Zofii (zm. 1291), mniszki.